# Szamów
Szamów [pronunciación en polaco: /ˈʂamuf/] es una aldea ubicada en el distrito administrativo de Gmina Witonia, dentro del condado de Łęczyca, voivodato de Łódź, en el centro de Polonia. Se encuentra a unos 6 kilómetros al noroeste de Witonia, a 16 kilómetros al norte de Łęczyca, y a 47 kilómetros al norte de la capital regional Łódź.